# Либерия на летних Олимпийских играх 2012
Либерия на летних Олимпийских играх 2012 будет представлена как минимум в одном виде спорта.

## Результаты соревнований

### Лёгкая атлетика
Спортсменов — 1
Мужчины
| Дисциплина  | Спортсмен | Предварительный раунд | Предварительный раунд | Четвертьфиналы | Четвертьфиналы | Полуфиналы | Полуфиналы | Финал     | Финал |
| Дисциплина  | Спортсмен | Результат             | Место                 | Результат      | Место          | Результат  | Место      | Результат | Место |
| ----------- | --------- | --------------------- | --------------------- | -------------- | -------------- | ---------- | ---------- | --------- | ----- |
| десятиборье |           |                       |                       |                |                |            |            |           |       |